# Leon Donici
Leon Donici (Leonid Dobronravoff, n. 5 iunie 1887, Chișinău – d. 26 mai 1926, Paris) a fost un scriitor român basarabean. După mamă, făcea parte din familia fabulistului Alexandru Donici. A absolvit seminarul teologic din Chișinău și facultatea de drept din Iurevsk. Mama sa, Domnica Donici a fost fiica preotului Petru Donici, iar tatăl său, Mihail Dobronravov era secretar la Consistoria din capitala guberniei. Mama  Domnica a devenit în a doua căsătorie doamna Rostovskaia și împreună cu soțul Aleksei Rostovski și copiii s-a mutat la Petersburg. Leon Donici a locuit pînă în anul 1918 la Petersburg, unde a fost prieten cu mulți scriitori de vază ruși și unii politicieni, cum ar fi Kerenski. A debutat în 1909 cu narațiunea În căutarea veșnicului adevăr, în revista Svetoci. A publicat câteva romane cu numele Leonid Dobronravov. A publicat în anul 1913 romanul Noul Seminar (Novaia bursa - în l. rusă), care până în 1918 a avut șapte ediții în l. rusă. Romanul a avut un succes răsunător, fiind tradus în germană, franceză și engleză. În anul 1929, romanul Noul seminar a fost tradus de G. Ivanov în l. română  și a fost publicat la București, cu o prefață de Adrian Maniu.  A revenit în țară, în Basarabia,  care la acea dată se unise cu România, după revoluția din octombrie. Una dintre cărțile de excepție a lui Donici este Revoluția rusă, volum apărut la editura Cultura națională din București în anul 1923- o cronică captivantă a evenimentelor din 1914-1918 din Rusia. Din 1924 a locuit la Paris unde a și decedat. În perioada în care a trăit la Paris, a militat puternic pentru recunoașterea internațională a unirii Basarabiei cu România și pentru recunoașterea granițelor României Mari. A fost înhumat la Chișinău, datorită lui Octavian Goga și Nichifor Crainic, care i-au transportat trupul în patrie, unde au fost organizate funeralii naționale.

## Opera
- Biblioteca de Stat a Rusiei
- Revoluția rusă, București, Tiparul Cultura Națională, 1923. Reeditat la Chișinău, Editura Universitas, 1992. Reeditat București, 1996.
- Noul seminar, trad. din l. rusă de G. Ivanov, București, 1929
- Revoluția rusă. Amintiri, schițe și impresii, București, Editura Casei Școalelor, 1928
- Floare amară, București, Editura Cartea Românească, 1930
- Cneazul secolului, (1916), roman al cărui tiraj a fost confiscat în Rusia, însă publicat la Paris.
- Scrieri, vol. 1 și 2, Chișinău, ed. Știința, 2015